# Severino Araújo
Severino Araújo de Oliveira (Limoeiro, 23 de abril de 1917 — Rio de Janeiro, 3 de agosto de 2012) foi um músico, compositor, maestro e clarinetista brasileiro. Foi regente por quase 70 anos da Orquestra Tabajara, que assumiu com 21 anos de idade.

## Vida
Um dos pioneiros na fusão de elementos do jazz e do choro na música brasileira, bem como na criação de arranjos para Big Band de músicas dos mais variados ritmos, Severino Araújo começou a estudar com o pai - que era mestre de banda militar e também dava aulas de música - aos seis anos, em 1923; aos oito anos, já conhecendo todas as técnicas de solfejo, tomava as lições dos alunos de seu pai, que eram bem mais velhos do que ele, além de ensinar-lhes técnicas musicais; aos doze anos fez seu primeiro arranjo, para uma banda (Banda Municipal de Chã de Rocha, do interior da Paraíba) regida por seu pai, José Severino de Araújo, conhecido como "Mestre Cazuzinha"; aos dezesseis anos já escrevia sucessos de carnaval. Em 1936 foi para a Banda da Polícia Militar da Paraíba como primeiro clarinetista e a partir daí começou sua vida profissional. Em 1937 compôs o seu mais famoso choro: "Espinha de Bacalhau", que se tornou um dos mais executados no Brasil e no exterior.
Pouco tempo após chegar a João Pessoa, Severino Araújo foi convidado para atuar na Orquestra Tabajara, como primeiro clarinetista, cuja regência assumiu em 1938, com a morte do até então maestro Olegário de Luna Freire. Em 6 de agosto de 1944, veio para o Rio de Janeiro, a convite de Assis Chateaubriand. Seis meses depois, trouxe a Orquestra Tabajara para se apresentar na Rádio Tupi, em uma parceria que durou 10 anos. Entre 1983 e 1985, recebeu os títulos de "Cidadão Carioca" e "Cidadão Paraibano", pela contribuição dada através da música aos estados do Rio de Janeiro e Paraíba. Em 1988, Severino Araújo alcançou uma marca notável: reger a Orquestra Tabajara por cinquenta anos ininterruptos, completando mais de 14 mil apresentações. Permaneceu na liderança da orquestra até o ano de 2006, quando passou o cargo a seu irmão Jayme Araújo, saxofonista e flautista.
Severino Araújo morreu no dia 3 de agosto de 2012, aos 95 anos de idade, por falência de múltiplos órgãos decorrente de uma infecção urinária.

## Obras
Dentre as mais de 50 composições de choro, as mais conhecidas estão listadas abaixo:
- Espinha de Bacalhau, 1937;
- Gafanhoto Manco, 1937;
- Um Chorinho Modulante, 1937;
- Mumbaba, 1943;
- Um Chorinho Delicioso, 1947;
- Um Chorinho pra Você, 1947;
- Simplesmente, 1948;
- Mirando-te, 1950;
- Além do Horizonte, 1952;
- Pensando em Você, 1953;
- Um Chorinho em Montevidéu, 1955;
- Nivaldo no Choro, 1956.

## Ligações Externas
- Severino Araújo, Dicionário Cravo Albim